# Birds of Steel
Birds of Steel (蒼の英雄 Birds of Steel Ao no Eiyuu: Birds of Steel) es un videojuego de simulación aérea de combate creado por Gaijin Entertainment y distribuido por Konami. Salió a la venta las primeras semanas de marzo de 2012 para las consolas PlayStation 3 y Xbox 360. Birds of Steel ofrece 20 misiones históricas o ficticias, incluyendo ocho campañas, con 100 modelos de las fuerzas de aviación de ambos bandos entre los que se encuentran el clásico Spitfire, el P-51 D Mustang, y el Messerschmidt 109. Los jugadores podrán elegir entre distintas cámaras, ya sean externas o extraídas de las cabinas de los 100 aviones del batallón. Cada jugador tendrá que completar una serie de misiones que se presentan en forma de briefing de campaña.

## Niveles de dificultad
El juego posee los siguientes niveles de dificultad:
Simplificado: En éste la aerodinámica está simplificada y las municiones se renuevan con el transcurso del tiempo.
Realista: Aquí la aerodinámica es más parecida a la vida real y si no tenemos suficiente cuidado el avión puede caer en picado y el motor fallar por recalentamiento, aunque las municiones de ametralladora y los cañones siguen renovándose con el transcurso del tiempo.
Simulador: En el modo simulador se agrega el impulso de la hélice y otros fenómenos físicos, haciendo que el vuelo virtual se sienta mucho más real. Todos los indicadores de HUD están desactivados y podemos operar los flaps y el tren de aterrizaje por separado y utilizar el compensador de elevador.

## Campañas
Las campañas disponibles son las siguientes:

### Campaña histórica
Contiene una serie de misiones históricas interconectadas y permite participar en batallas míticas como Pearl Harbor, Midway, Guadalcanal y Wake, habilitándose nuevos aviones y armas a medida que superamos las misiones. Tenemos tres campañas, la primera EE. UU. período de preguerra, 1941, cuatro pequeñas misiones que sirven a modo de entrenamiento y tutorial y donde nos explican los conceptos básicos para comenzar a jugar: despegue, vuelo básico, lucha aérea, aterrizaje, despegue de portaaviones, lanzamiento de torpedos, bombardeo en picado y aterrizaje en portaaviones.
Pero la guerra de verdad comienza con las dos campañas, una por bando –EE. UU. y Japón- basadas en la Guerra del Pacífico, 1941-1942, haciendo un total de 20 misiones, siendo muy interesante el hecho de poder participar del lado japonés, algo poco habitual en el mundo del entretenimiento

### Misiones individuales
Son misiones con varios tipos de objetivos como escolta, combate aéreo contra aviones de combate y bombarderos, exploración, en varios escenarios que tienen lugar a lo largo del Pacífico y Europa, teniendo cuatro distintos: Mediterráneo, Frente Occidental, Frente Oriental y Océano Pacífico. Son un total de 27 misiones de este tipo.

### Campaña dinámica
Es el modo "Historia alternativa", las ubicaciones de las batallas reales de la Segunda Guerra Mundial pasan a ser lugar de nuevos eventos, y el resultado de una campaña depende directamente de las acciones del jugador. Elegimos el año entre 1940 y 1945, el equipo –Aliados o Eje-, algún tipo de ventaja si queremos, que define que facción controla más sectores de la región, el número de victorias que necesitas para completar la campaña, el nivel de dificultad, y si jugar en línea o desconectado. Ves comparado con tu enemigo el número batallas ganadas, sectores y bombarderos, aviones de caza, infantería, tanques, artillería y buques. Y luego a la hora de jugar eliges el tipo de misión, haciéndote de esta manera una campaña personalizada que prolonga la vida del juego hasta el infinito, o bien hasta que te canses.

## Editor de misiones
En esta sección podemos seleccionar una gran variedad de condiciones iniciales, muy útil para aprender a volar o perfeccionar tus habilidades con tu avión favorito. Después de cada misión en cualquier batalla o modo podemos guardar las repeticiones, y verlas cuando queramos, o pasar el tiempo en uno de los extras, Enciclopedia, donde poder aprender sobre las distintas maniobras –tonel volado, rizo interior, split, barrena, immelmann-, las tácticas y hasta la historia, con una ficha informativa de las distintas batallas.

## Modos de juego

### Modo Combate
Donde después de configurar diferentes opciones de partida como lugar de batalla, cantidad de jugadores –hasta 16-, dificultad, aviones disponibles y hasta el clima o que sea de día o de noche, los jugadores se reparten en dos equipos contrincantes.
Hay tres tipos de juego dentro de este modo:
- Superioridad aérea: El objetivo de cada equipos es capturar y retener determinadas zonas aéreas.
- Superioridad de frentes de batalla: Parecido al anterior pero pudiendo eliminar los puntos de aparición enemigos.
- Superioridad en aeródromos: Capturar y retener zonas terrestres importantes.

### Cooperativo
Muchas de las misiones individuales de la Campaña dinámica o las creadas con el Editor de misiones se pueden completar de manera cooperativa con otros jugadores, hasta un máximo de cuatro por partida. Habrá torneos que aparecerán regularmente en el modo correspondiente y que durarán varios días, y eventos, misiones cooperativas que se presentarán en ocasiones especiales, como por ejemplo durante las vacaciones, y que serán accesibles por tiempo limitado. Tanto para acceder a los torneos como a los eventos el jugador deberás cumplir ciertos requisitos, como haber alcanzado el nivel requerido, comprado un avión determinado, etcétera. Sin duda un juego llenos de modos y posibilidades, al que sus creadores quieren dar mucha vida después del lanzamiento.

## Aviones disponibles
Los aviones disponibles en el juego son:

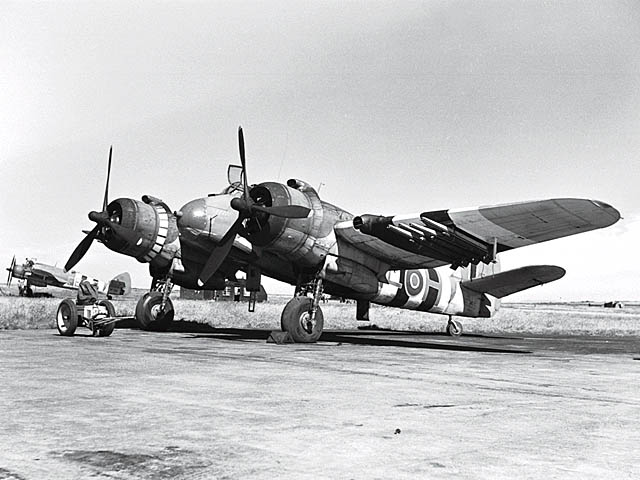
Beaufighter Mk 21

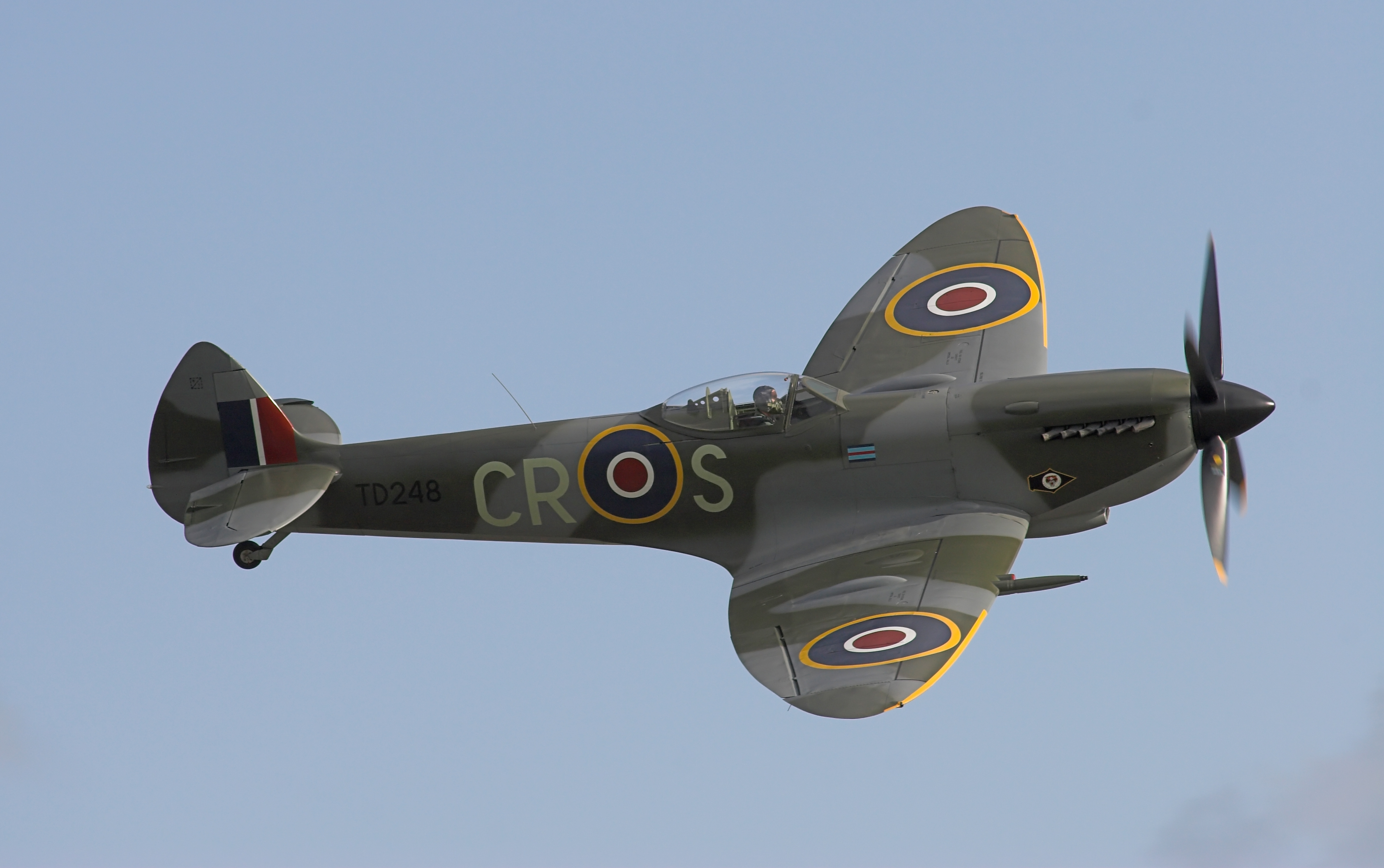
Spitfire Mk I

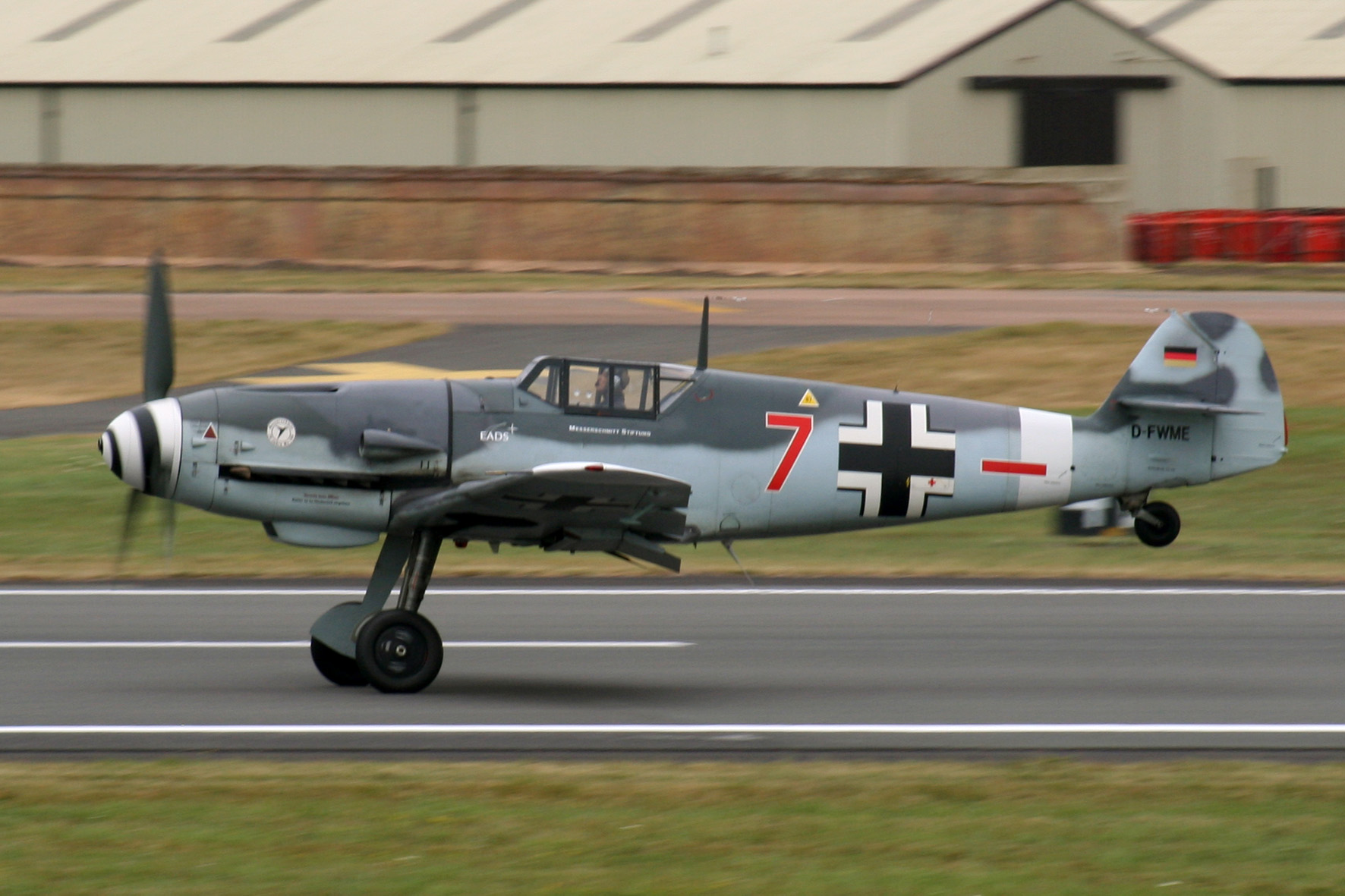
Bf 109 F-4

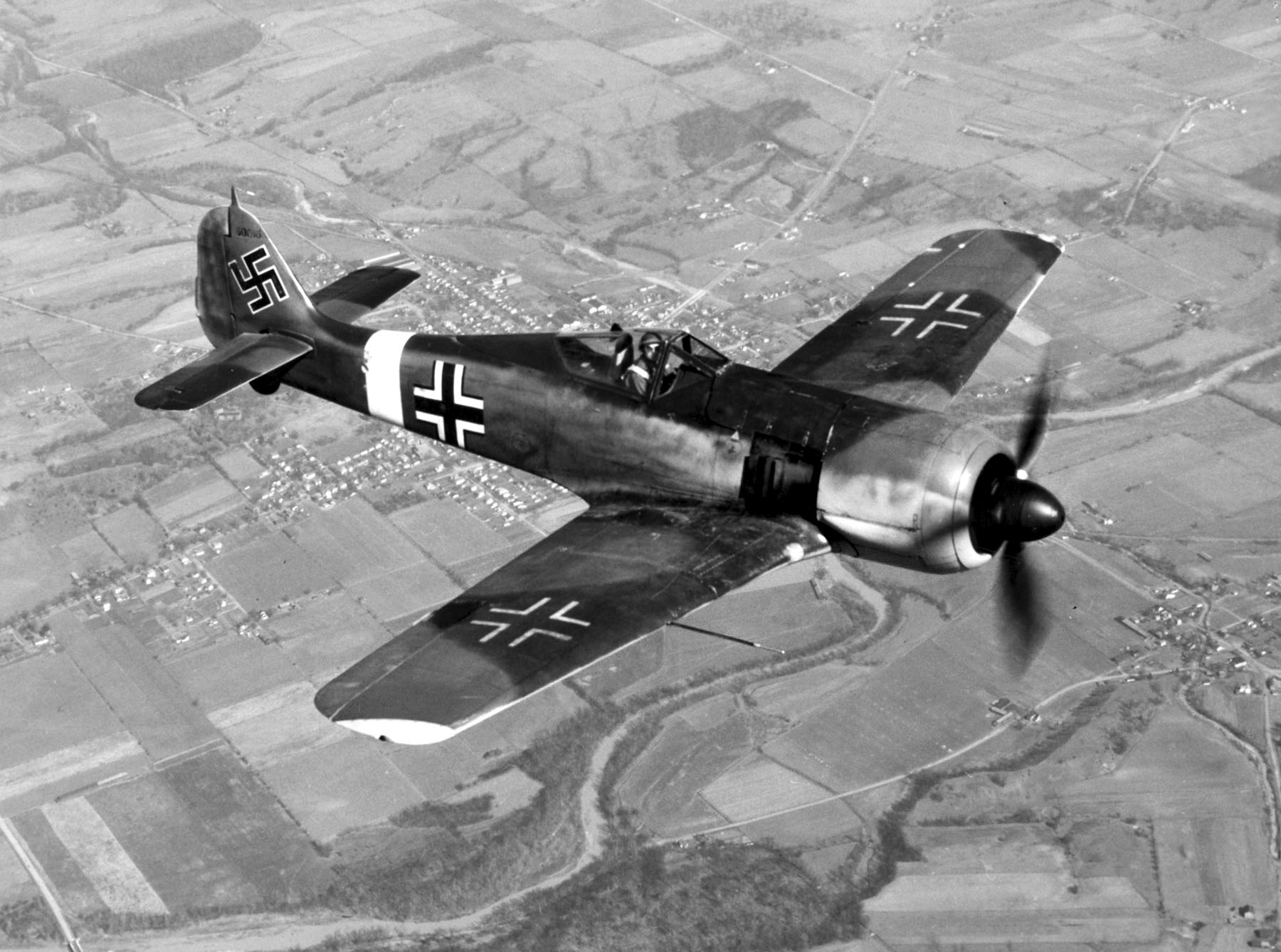
Fw 190 A-5

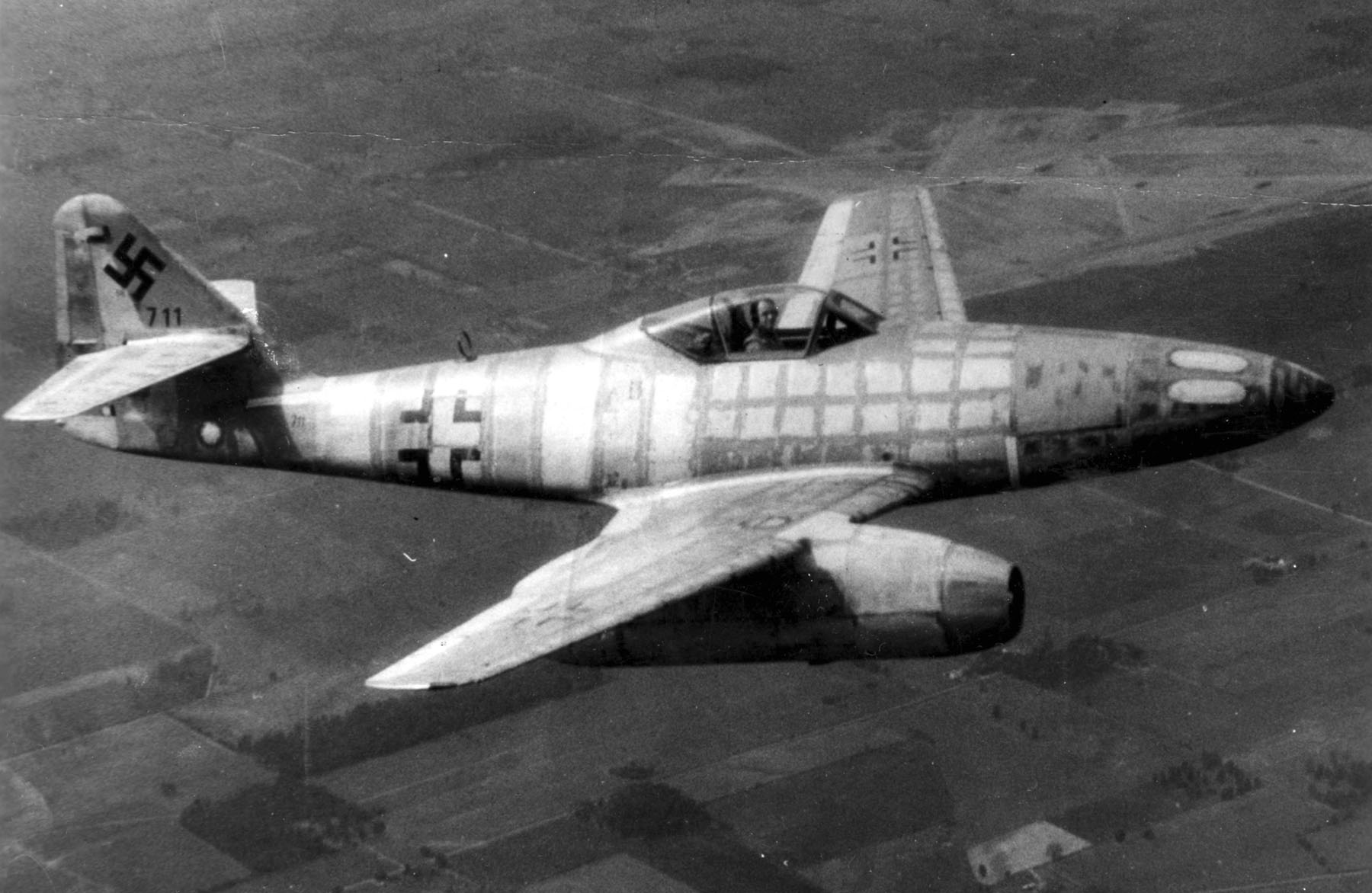
Me 262 A

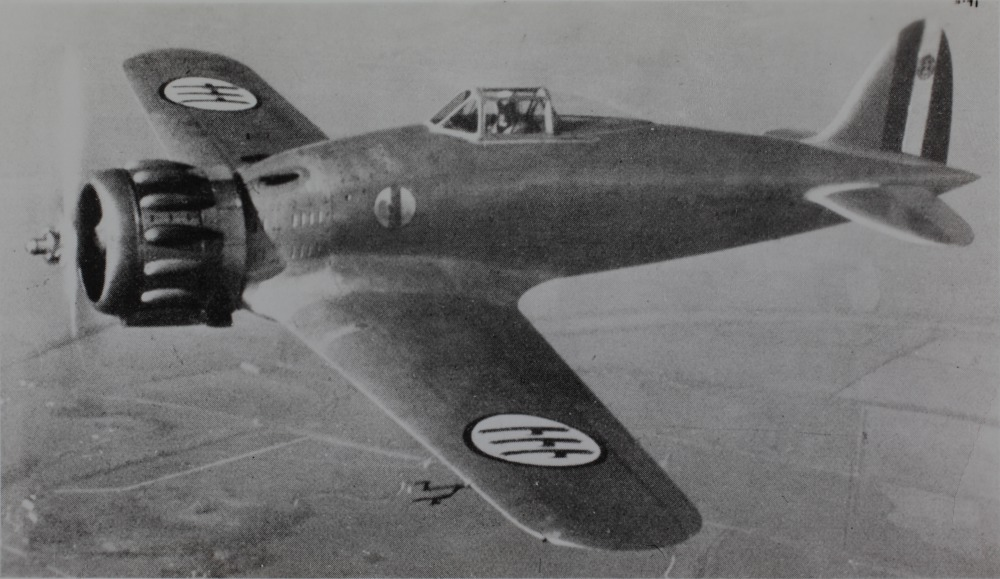
MC 200 serie 3

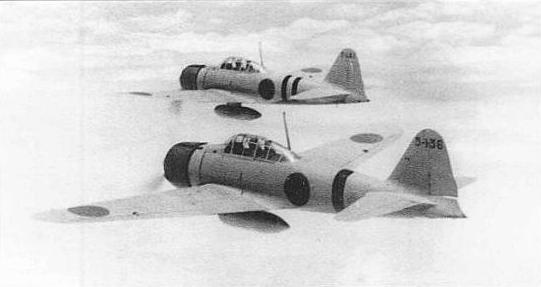
A6M2 Zero

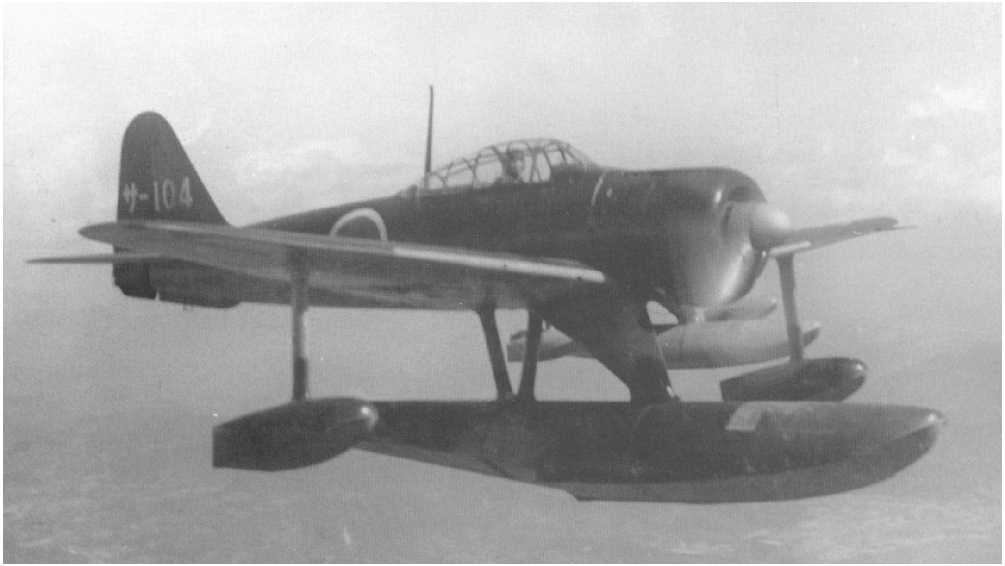
Nakajima A6M2-N

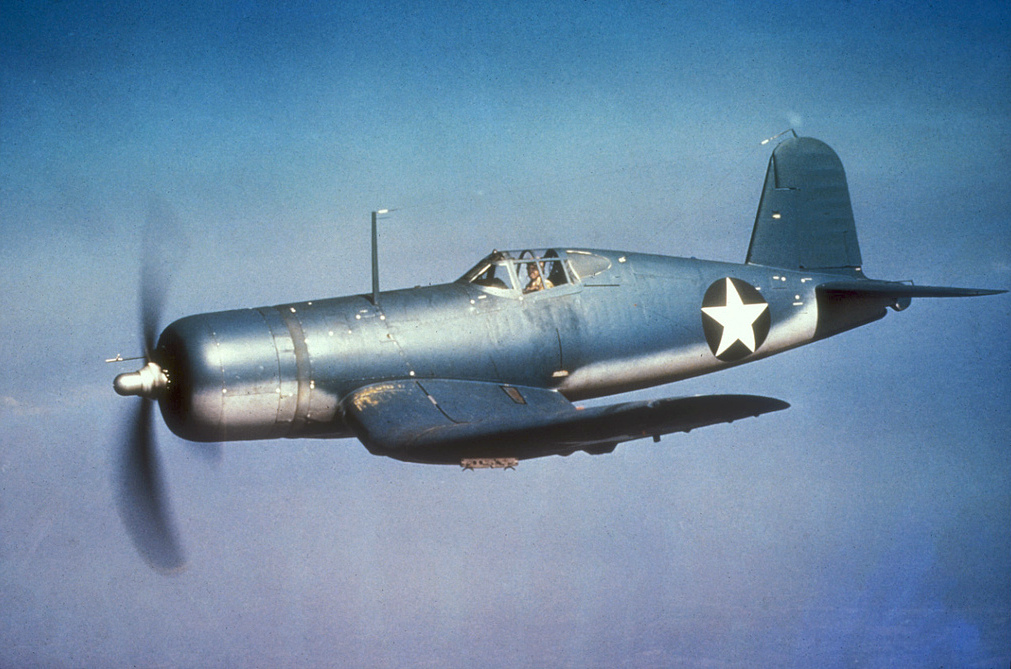
F4U-1a

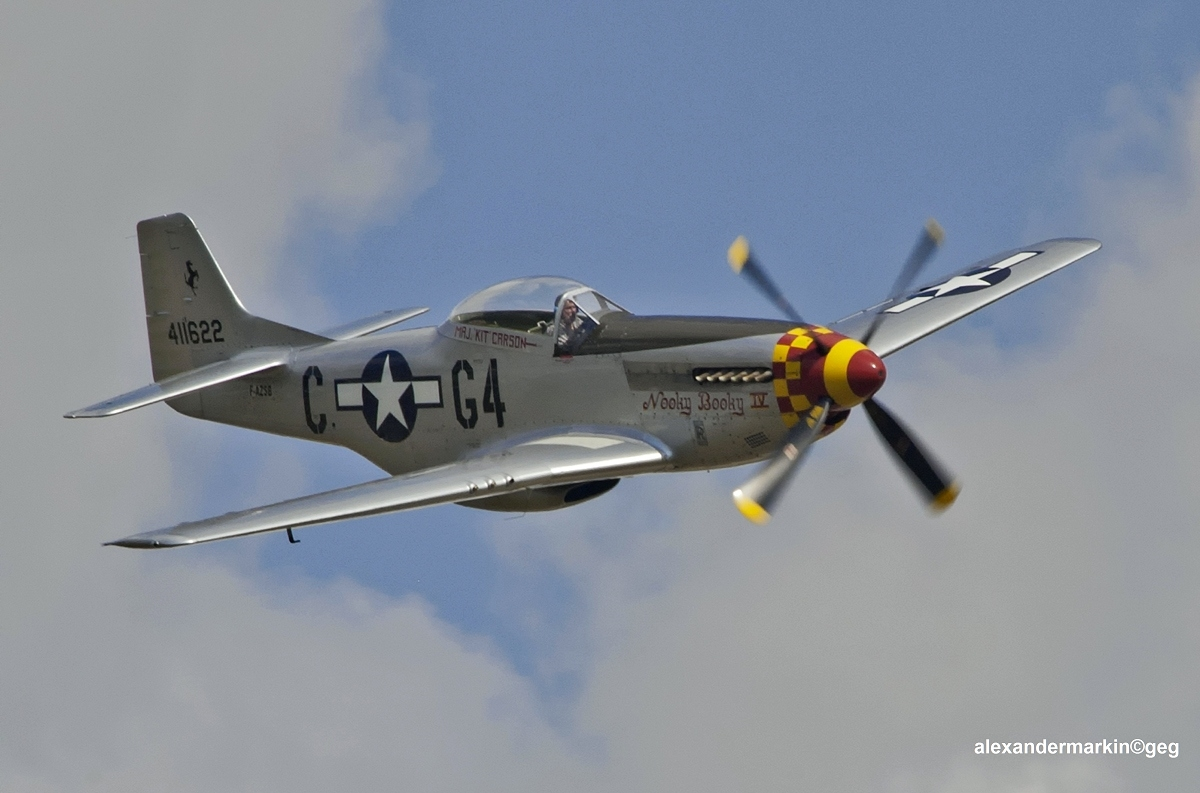
P-51D Mustang

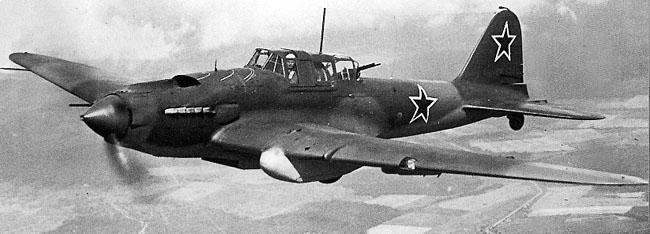
Ilyushin Il-2

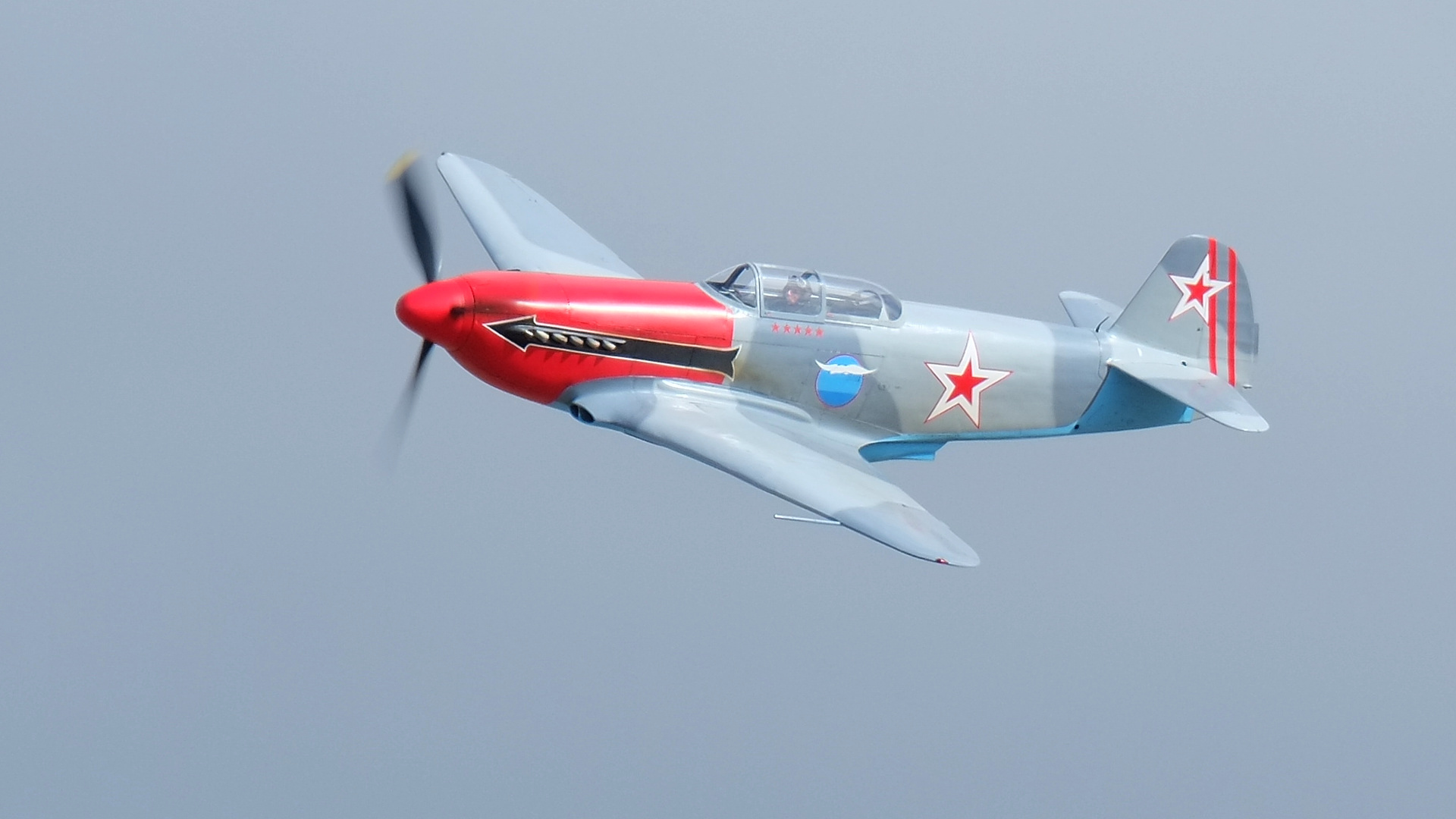
Yak-3

 Australia:
- Beaufighter Mk 21
- Beaufort Mk VIII
- Boomerang Mk I
- Boomerang Mk II
- Wirraway

 Reino Unido
- Beaufighter Mk VIc
- Beaufighter Mk X
- Blenheim Mk IV
- Gladiator Mk II
- Hurricane Mk I
- Hurricane Mk IIb
- Lancaster Mk III
- Mosquito FB Mk VI
- Mustang Mk.IA
- Spitfire Mk I
- Spitfire Mk IIb
- Sptifire Mk Vb
- Sptifire Mk Vc
- Spitfire Mk IX
- Spitfire Mk XVI
- Swordfish Mk I
- Tempest Mk V

 Alemania
- Arado-234
- Bf 109 F-4
- Bf 109 E-3
- Bf 109 F
- Bf 109 G-2
- Bf 109 G-6
- Bf 109 G-10
- Bf 109 K
- Bf 110 C-4
- Fw 190 A-5
- Fw 190 D-12
- Fw 190 F-8
- He 111 H-3
- He 111 H-6
- He 111 H-16
- He 162 A
- Hs 129 B-2
- Ju 87 B-2
- Ju 87 D-3
- Ju 87 R-2
- Ju 88 A-4
- Me 163 B
- Me 262 A
- Ta 152 H-1

 Italia
- CR 42
- G50 seria 2
- G50 seria 7AS
- MC 200 serie 3
- MC 200 serie 7
- MC 202

 Japón
- A6M2-N Zero
- A6M2 Zero
- A6M3 Zero
- A6M3 Zero mod 22
- A6M5 Zero
- B5N2
- D3A1
- G4M1
- H6K4
- Ki-61-Ia-Hei
- Ki-43-II
- Ki-61-Ia-Ko
- Ki-61-Ia-Otsu

 Estados Unidos
- A-20 Havoc Boston Mk III
- B-17E
- B-17E late
- B-17G
- B-24D
- F2A-3
- F4U-1a
- F4U-1c
- F4U-1d
- F4F-3
- F4F-4
- F6F-3
- P-38G
- P-39K-1
- P-39Q-5
- P-39Q-15
- P-40E-1
- PBY-5 Catalina
- PBY-5A Catalina
- P-51D Mustang
- SBD-3
- TBF-1C

 Unión Soviética
- I-153 P
- I-16 Type 24
- IL-2
- IL-2M
- IL-4
- IL-10
- La-5FN
- La-7
- LaGG-3 35
- Po-2
- Yak-1B
- Yak-3
- Yak-7B
- Yak-9T

## Recepción
Konami se mete en el género de la simulación aérea con Birds of Steel, videojuego de combates entre aviones que está siendo desarrollado para PlayStation 3, Xbox 360 y PC por Gajin Entertainment. El juego tomará como punto de partida la Segunda Guerra Mundial mostrando combates recordados por la historia como la batalla de Midway, Guadalcanal, la del mar de Corea, el ataque de Pearl Harbour, el de la Isla de Malta, la batalla de la Cuenca del Ruhr, etc.
La IGN clasificó la versión de Xbox 360 del juego con un 8,5 sobre 10, elogiando los gráficos, sonido, jugabilidad y atractivo duradero. La revista oficial de PlayStation clasificó  la versión para PS3 del juego con un 7 de 10.